# محكمة التمييز (الكويت)
محكمة التمييز الكويتية أو محكمة التمييز في الكويت، هي آخر درجات التقاضي في دولة الكويت، وهي معنية بالتأكد من حسن سير العدالة عبر إشرافها على تفسير القانون وتطبيقه وتوحيد أحكام القضاء والقواعد القانونية المنظمة لها. تعلو محكمة التمييز الكويتية التسلسل الهرمي القضائي في الكويت، وتكون بذلك المحكمة العليا في الكويت، تدنوها محاكم الدرجة الثانية المتمثلة في محكمة الاستئناف التي كانت تنظر في الطعون بالتمييز إضافة لقضايا الاستئناف، وذلك قبل إنشاء محكمة التمييز في عام 1990. تكون الأحكام الصادرة عن محكمة الاستئناف محل للطعن بالتمييز أمام محكمة التمييز، وهي التي تُسمّى في بعض الدول العربية باسم محكمة النقض.

## مقرها
يقع المقر الرئيس لمحكمة التمييز في قصر العدل في مدينة الكويت، ويجوز أن تعقد دوائرها في أي مكان آخر
وذلك بقرار من وزير العدل بناءً على طلب رئيس المحكمة.

## هيكلها القضائي
تؤلف محكمة التمييز من رئيس ونائب للرئيس وعدد كافٍ من الوكلاء والمستشارين، ويكون بها دوائر لنظر الطعون بالتمييز في المواد المدنية والتجارية والأحوال الشخصية والجزائية والإدارية، ويرأس كل دائرة رئيس من المحكمة أو نائبه أو أقدم وكلاء المحكمة أو أقدم المستشارين بها، وتصدر الأحكام من خمسة مستشارين. وإذا رأت إحدى الدوائر العدول عن مبدأ قانوني قررته أحكام سابقة صادرة منها أو من الدوائر الأخرى أحالت الدعوى إلى هيئة تشكل من أحد عشر مستشارًا من مستشاري المحكمة يختارهم رئيس المحكمة، وتكون برئاسته أو من ينوب عنه، وتصدر الأحكام بأغلبية الآراء. يلحق بمحكمة التمييز جهتان هما المكتب الفني ونيابة التمييز.

### المكتب الفني
نصت المادة 5 من القانون رقم 10 لسنة 1996، على أن تشكل: «محكمة التمييز مكتبًا فنيًا [لها] يصدر بتشكيله وتحديد اختصاساته قرار من المجلس الأعلى للقضاء وذلك لمدة سنتين قابلة للتجديد ويؤلف من رئيس بدرجة مستشار وعدد كافٍ من رجال القضاء بناء على ترشيح رئيس المحكمة». يُعنى المكتب الفني لمحكمة التمييز بمعاونة محكمة التمييز في أداء أعمالها، عبر استخلاص المبادئ القانونية من الأحكام الصادرة من المحكمة وتبويبها حسب موضوعاتها، وعرض الطعون المتماثلة أو المرتبطة التي يحتاج الفصل فيها إلى تقرير مبدأ قانوني واحد على رئيس المحكمة لنظرها أمام دائرة واحدة.

### نيابة التمييز
نصت المادة 58 من القانون رقم 10 لسنة 1996، على أن تشكل: «في محكمة التمييز نيابة مستقلة تُسمى نيابة التمييز تقوم بأداء وظيفة النيابة العامة لدى هذه المحكمة، وتُؤلف من مدير يُختار من بين رجال القضاء والنيابة العامة، يعاونه عدد كاف من رجال القضاء وأعضاء النيابة العامة، ويكون ندب المدير والأعضاء بقرار من المجلس الأعلى للقضاء بناءً على ترشيح رئيس محكمة التمييز، وأخذ رأي النائب العام بالنسبة للأعضاء من النيابة العامة وذلك لمدة سنتين قابلة للتجديد، ويصدر المجلس الأعلى للقضاء لائحة التفتيش على أعضاء هذه النيابة». تختص نيابة التمييز بإبداء الرأي في جميع الطعون المقدمة إلى محكمة التمييز وترعى حسن تطبيق القانون، وهي تؤدي واجبها بوصفها طرفًا محايدًا بعيدًا عن أطراف النزاع.